# 永井尚俶
永井 尚俶（ながい なおとし）は、江戸時代中期の美濃国加納藩の世嗣。官位は従五位下・若狭守。

## 略歴
加納藩初代藩主・永井直陳の長男として誕生。母は松平信庸の娘・芳。正室は松浦誠信の娘。子は永井直陳養女（永井尚備正室）、榊原長良室。
加納藩嫡子として生まれ（誕生時は武蔵国岩槻藩）、元文4年（1739年）に徳川吉宗に拝謁、翌年叙任する。しかし、家督を相続することなく宝暦6年（1756年）に31歳で早世した。代わって、弟・尚志が嫡子となった。